# 閭紇
閭 紇（りょ きつ、生年不詳 - 462年）は、北魏の外戚。柔然の出身。景穆恭皇后の兄弟にあたる。

## 経歴
柔然の郁久閭辰の子として生まれた。太武帝のとき、北魏に帰順した。恭皇后が東宮に入り、皇太子拓跋晃の妃となった。440年（太平真君元年）、恭皇后が拓跋濬を生んだ。456年（太安2年）、閭紇は寧北将軍の号を受け、零陵公の爵位を受けた。この年のうちに侍中の任を加えられ、爵位は王に進んだ。後に征西将軍・中都大官に転じた。462年（和平3年）12月、死去した。司空の位を追贈された。
子に閭荘（閭豆）があり、定戸籍大使や七兵尚書をつとめた。

## 伝記資料
- 『魏書』巻83上 列伝第71上
- 『北史』巻80 列伝第68